# Cos dels nombres algebraics
En matemàtiques, i més en particular en teoria de cossos, un cos de nombres algebraics (o simplement cos de nombres) és una extensió de cos {\displaystyle K} del cos dels nombres racionals {\displaystyle \mathbb {Q} } tals que l'extensió {\displaystyle K/\mathbb {Q} } té grau finit (i per tant és una extensió de cos algebraica).
Així doncs, {\displaystyle K} és un cos que conté {\displaystyle \mathbb {Q} } i té una dimensió finita quan es considera com un espai vectorial sobre {\displaystyle \mathbb {Q} }.
L'estudi dels cossos de nombres algebraics i, més generalment, de les extensions algebraiques del cos dels nombres racionals, és el tema central de la teoria de nombres algebraics.

## Definició

### Preliminars
La noció de cos de nombres algebraics es basa en el concepte de cos. Un cos consisteix en un conjunt d'elements juntament amb dues operacions: la suma i la multiplicació així com unes certes propietats distributives que s'assumeixen. Un exemple per excel·lència d'un cos és els nombres racionals, normalment anotats com {\displaystyle \mathbb {Q} }, juntament amb les operacions habituals de suma i multiplicació.
Una altra noció que cal per definir el cos de nombres algebraics és la d'espai vectorial. Pel nivell que cal aquí, els espais vectorials es poden entendre com seqüències (o n-ples)
{\displaystyle (x_{1},x_{2},\dots )}
les entrades de les quals són elements d'un cos donat, com el cos {\displaystyle \mathbb {Q} }. Dues seqüències com aquestes qualssevol poden ser sumades sumant-ne els termes un per un. A més, qualsevol seqüència pot ser multiplicada per un únic element c d'aquest mateix cos. Aquestes dues operacions són conegudes com la suma vectorial i la multiplicació escalar i satisfan un seguit de propietats que serveixen per definir el espais vectorials de forma abstracta. Els espais vectorials poden tenir "infinites dimensions", és a dir que les seqüències que constitueixen l'espai vectorial poden tenir longitud infinita. Si, tanmateix, l'espai vectorial consisteix en seqüències finites
{\displaystyle (x_{1},x_{2},\dots ,x_{n})}
l'espai vectorial s'anomena de dimensió finita n.

### Definició
Un cos de nombres algebraics (o simplement un cos de nombres) és una extensió de cos de grau finit del cos dels nombres racionals. Aquí grau significa la dimensió del cos com a espai vectorial sobre {\displaystyle \mathbb {Q} }.

## Exemples
- El cos de nombre més petit i bàsic és el cos dels nombres racionals {\displaystyle \mathbb {Q} }. Moltes propietats de cossos de nombres generals es modelen a partir de les propietats de {\displaystyle \mathbb {Q} }.
- Els racionals de Gauss, anotats com {\displaystyle \mathbb {Q} (i)} són el primer exemple no trivial d'un cos de nombres. Els seus elements són expressions de la forma
{\displaystyle a+bi}
on tant a com b són nombres racionals i i és la unitat imaginària. Expressions d'aquest tipus poden ser sumades, restades i multiplicades segons les regles habituals de l'aritmètica i posteriorment simplificades usant la identitat
{\displaystyle i^{2}=-1}.
De forma explícita,
{\displaystyle {\begin{matrix}(a+bi)+(c+di)&=&(a+c)+(b+d)i\\(a+bi)\cdot (c+di)&=&(ac-bd)+(ad+bc)i\end{matrix}}}
Els nombres racionals de Gauss diferents de zero són invertibles, com es pot veure a partir de la identitat
{\displaystyle (a+bi)\left({\frac {a}{a^{2}+b^{2}}}-{\frac {b}{a^{2}+b^{2}}}i\right)={\frac {(a+bi)(a-bi)}{a^{2}+b^{2}}}=1.}
S'arriba a la conclusió que els nombres racionals de Gauss forment un cos de nombres que és bidimensional com a espai vectorial sobre {\displaystyle \mathbb {Q} }.
- Més generalment, donat qualsevol enter no sigui un quadrat perfecte {\displaystyle d}, el cos quadràtic {\displaystyle \mathbb {Q} ({\sqrt {d}})} és un cos de nombres obtingut adjuntant l'arrel quadrada de {\displaystyle d} al cos dels nombres racionals. Un element del cos {\displaystyle \mathbb {Q} ({\sqrt {d}})} té la forma {\displaystyle a+b{\sqrt {d}}}, on {\displaystyle a} i {\displaystyle b} formen part del cos dels nombres racionals. Les operacions aritmètiques en el cos són definides en analogia amb el cas del nombres racionals de Gauss, pel qual {\displaystyle d=-1}.
- Cos ciclotòmic
{\displaystyle \mathbb {Q} (\zeta _{n})}, where {\displaystyle \zeta _{n}=\exp {2\pi i/n}}
és un cos de nombres obtingut de {\displaystyle \mathbb {Q} } a partir d'adjuntar una arrel primitiva {\displaystyle n}èssima de la unitat {\displaystyle \zeta _{n}}. Aquest cos conté totes les arrels complexes n-èssimes de la unitat i la seva dimensió sobre {\displaystyle \mathbb {Q} } és igual a {\displaystyle \varphi (n)}, on {\displaystyle \varphi } és la funció φ d'Euler.
- Els nombres reals, {\displaystyle \mathbb {R} }, i els nombres complexos, {\displaystyle \mathbb {C} }, són cossos que tenen una dimensió infinita com a espais vectorials en {\displaystyle \mathbb {Q} }. Per tant, no són cossos de nombres. Això es deriva de la no numerabilitat de {\displaystyle \mathbb {R} } i {\displaystyle \mathbb {C} } com a conjunts, ja que tot cos de nombres és necessàriament numerable.
- El conjunt {\displaystyle \mathbb {Q} ^{2}} dels parells ordenats de nombres racionals, amb la suma per entrades i la multiplicació és una àlgebra commutativa bidimensional sobre {\displaystyle \mathbb {Q} }. Tanmateix, no és un cos, ja que els seus divisors de zero:
{\displaystyle (1,0)\cdot (0,1)=(1\cdot 0,0\cdot 1)=(0,0)}

## Algebraicitat de l'anell d'enters
En general, en àlgebra abstracta, un extensió de cos {\displaystyle K/L} és algebraica si tot element {\displaystyle f} del cos gran {\displaystyle K} és el zero d'un polinomi amb coeficients {\displaystyle e_{0},\ldots ,e_{m}} en {\displaystyle L}:
{\displaystyle p(f)=e_{m}f^{m}+e_{m-1}f^{m-1}+\cdots +e_{1}f+e_{0}=0}
Tota extensió de cos de grau finit és algebraica. (Demostració: per {\displaystyle x} en {\displaystyle K}, consideri's, simplement, {\displaystyle 1,x,x^{2},x^{3},\ldots } – s'obté una dependència lineal, és a dir un polinomi de què {\displaystyle x} és arrel.) En particular, això aplica al cos de nombres algebraics, així doncs tot element {\displaystyle f} d'un cos de nombres algebraics {\displaystyle K} pot ser escrit com el zero d'un polinomi amb coeficients racionals. Per tant, els elements de {\displaystyle K} també són anomenats nombres algebraics. Donat un polinomi {\displaystyle p} tal que {\displaystyle p(f)=0}, es pot manipular de tal manera que el primer terme {\displaystyle e_{m}} sigui igual a u, dividint tots els coeficients pel seu valor original, si cal. Un polinomi que tingui aquesta propietat es coneix com polinomi mònic. En general, tindrà coeficients racionals. Si, tanmateix, els seus coeficients són enters, {\displaystyle f} és anomenat un enter algebraic. Qualsevol enter (habitual) {\displaystyle z\in \mathbb {Z} } és un enter algebraic, ja que és el zero del polinomi lineal mònic:
{\displaystyle p(t)=t-z}.
Es pot demostrar que tot enter algebraic que és també un nombre racional ha de ser necessàriament un enter i és d'aquí d'on ve l'expressió d'"enter algebraic". Si es torna a fer servir àlgebra abstracta, en particular la noció de mòdul generat finitament, es pot demostrar que la suma i el producte de dos enters algebraics és també un enter algebraic. Segueix que els enters algebraics en {\displaystyle K} formen un anell anotat com {\displaystyle {\mathcal {O}}_{K}} i anomenat l'anell dels enters de {\displaystyle K}. És un subanell de (és a dir, és un anell contingut a) {\displaystyle K}. Un cos no conté cap divisor de zero i aquesta propietat és heretada per qualsevol subanell, així doncs, l'anell d'enters de {\displaystyle K} és un anell íntegre. El cos {\displaystyle K} és el cos de fraccions de l'anell íntegre {\displaystyle {\mathcal {O}}_{K}}. Així, es pot anar i venir entre el cos dels nombres algebraics {\displaystyle K} i el seu anell d'enters {\displaystyle {\mathcal {O}}_{K}}. Els anells d'enters algebraics tenen tres propietats distintives: en primer lloc, {\displaystyle {\mathcal {O}}_{K}} és un anell íntegre que és tancat integralment en el seu cos de fraccions {\displaystyle K}. En segon lloc, {\displaystyle {\mathcal {O}}_{K}} és un anell noetherià. Finalment, tot ideal primer no zero de {\displaystyle {\mathcal {O}}_{K}} és maximal o, equivalentment, la dimensió de Krull del seu anell és u. Un anell commutatiu abstracte amb aquestes tres propietats és anomenat anell de Dedekind (o domini de Dedekind), en hononr a Richard Dedekind, que va estudiar intensament els anells d'enters algebraics.

### Factorització única

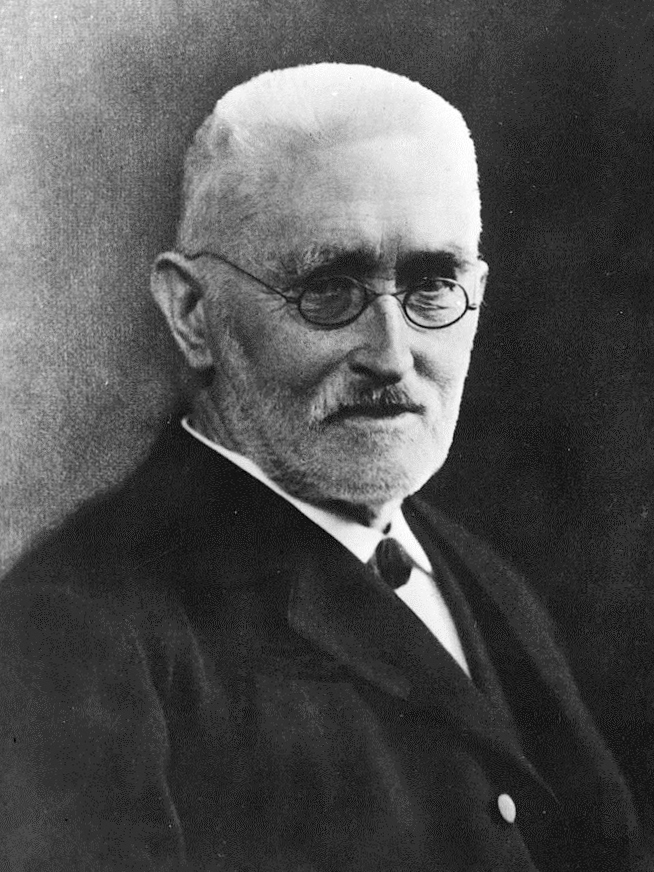
Julius Wilhelm Richard Dedekind

Per anells de Dedekind, i en particular per anells d'enters, hi ha una factorització única d'ideals com a producte d'ideals primers. Per exemple, l'ideal {\displaystyle (6)} en l'anell {\displaystyle \mathbf {Z} [{\sqrt {-5}}]} d'enters quadràtics té la següent factorització en ideals primers:
{\displaystyle (6)=(2,1+{\sqrt {-5}})(2,1-{\sqrt {-5}})(3,1+{\sqrt {-5}})(3,1-{\sqrt {-5}})}
Tanmateix, a diferència de {\displaystyle \mathbf {Z} } com a anell d'enters de {\displaystyle \mathbf {Q} }, l'anell d'enters d'una extensió de {\displaystyle \mathbf {Q} } no pot admetre una factorització única de nombres en un producte de nombres primers o, més precisament, elements primers. Això ja passa pels enteres quadràtics, per exemple en {\displaystyle 1={\mathcal {O}}_{\mathbf {Q} ({\sqrt {-5}})}=\mathbf {Z} [{\sqrt {-5}}]}, ja no existeix unicitat en la factorització:
{\displaystyle 6=2\cdot 3=(1+{\sqrt {-5}})\cdot (1-{\sqrt {-5}})}
Utilitzant la norma, es pot demostrar que aquestes dues factoritzacions no són de fet equivalentes en el sentit que els factors no només difereixen d'una unitat en {\displaystyle O_{\mathbf {Q} ({\sqrt {-5}})}}. Els anells euclidians són dominis de fectorització única; per exemple {\displaystyle \mathbf {Z} [i]}, l'anell dels enters de Gauss, i {\displaystyle \mathbf {Z} [\omega ]}, l'anell dels enters d'Eisenstein, on {\displaystyle \omega } és una arrel cúbica de la unitat (diferent d'1), tenen aquesta propietat.

## Bases dels cossos de nombres

### Bases integrals
Una base integral d'un cos de nombres {\displaystyle K} de grau {\displaystyle n} és un conjunt
B = {b1, …, bn}
de n enters algebraics en {\displaystyle K} tals que tot element de l'anell d'enters {\displaystyle {\mathcal {O}}_{K}} de {\displaystyle K} pot ser escrit de forma única com a combinació Z-lineaL d'elements de B; és a dir, per tot x en {\displaystyle {\mathcal {O}}_{K}} es té
x = m1b1 + ⋯ + mnbn,
on els coeficients mi són enters (ordinaris). Llavors, també es dona el cas que tot element de {\displaystyle K} pot ser escrit de forma única com
m1b1 + ⋯ + mnbn,
on ara mi són nombres racionals. Els enters algebraics de {\displaystyle K} són doncs precisament aquells elements de {\displaystyle K} pels quals els coeficients mi són tots ells enters.
Si es treballa localment i s'utilitzen eines com l'endomorfisme de Frobenius, és sempre possible calcular de forma explícita aquesta base, i és actualment estàndard per als sistemes algebraics computacionals de tenir programes que ho fan.

### Bases de potències
Sigui {\displaystyle K} un cos de nombre de grau {\displaystyle n}. D'entre totes les bases possibles de {\displaystyle K} (vist com a espai vectorial sobre {\displaystyle \mathbb {Q} }), n'hi ha algunes en particular anomenades bases de potències, que són bases de la forma
{\displaystyle B_{x}=\{1,x,x^{2},\ldots ,x^{n-1}\}}
per un cert element {\displaystyle x\in K}. Fent ús del teorema de l'element primitiu, es pot demostrar que existeix tal {\displaystyle x}, anomenada un element primitiu. Si {\displaystyle x} es pot triar en {\displaystyle {\mathcal {O}}_{K}} de tal manera que {\displaystyle B_{x}} sigui una base de {\displaystyle {\mathcal {O}}_{K}} com a mòdul-Z lliure, llavors {\displaystyle B_{x}} és anomenat base integral de potències, i el cos {\displaystyle K} rep el nom de cos monogènic. El primer exemple d'un cos de nombres que no és monogènic va ser trobat per Dedekind. El seu exemple era el cos obtingut a partir d'adjuntar una arrel del polinomi
{\displaystyle x^{3}-x^{2}-2x-8.}